# 감정 인식 차량 컨트롤
감정 인식 차량 컨트롤(영어: Emotion Adaptive Vehicle Control, EAVC)이란 운전자의 표정, 심박수, 호흡 등의 생체 신호를 측정해 감정 및 심리 상태를 파악하는 기술이다.

## 상세
인공지능 머신 러닝을 기반으로 차량 내부에 설치된 카메라를 통해 운전자의 얼굴을 인식하고 표정에 따른 감정 상태를 파악한다. 또한, 시트벨트에 장착된 심박측정센서(Heart Rate Monitoring Sensor)를 통해 심박수와 호흡을 측정한다. 이렇게 축적된 데이터를 기반으로 음악, 온도, 조명, 진동, 향기 등 차량 내 각종 시스템을 제어해 운전자의 스트레스를 줄여준다. 이 기술은 2020년 10월 27일에 공개된 리트빅 이모션에 처음 적용되었다.

## 현황
현재 스페인 바르셀로나의 SJD 어린이병원에서 시범 운영 중이다.

## 같이 보기
- EV 콘셉트카 45
- 생체인증
- 인공지능
- 매사추세츠 공과대학교